# Alcmeonide
L'Alcmeonide (in greco antico: Ἀλκμεωνίς?, Alkmeōnís) è un poema epico perduto del Ciclo Tebano, parte del Ciclo epico, di cui oggi non restano che una manciata di brevi frammenti. L'autore è ignoto ed è molto probabile che già lo fosse in epoca antica. La data di composizione è ritenuta collocabile tra la fine del VI e l'inizio del V secolo a.C.

## Trama
Si può ipotizzare che il poema narrasse le gesta dell'epigono Alcmeone, figlio di Anfiarao, sebbene sia difficile separare le caratteristiche del mito narrate dal poema da quelle descritte dai successivi tragediografi e mitografi. La moglie di Anfiarao, Erifile, aveva spinto il marito a partecipare alla guerra dei Sette contro Tebe, nonostante una profezia ne predicesse la morte se vi avesse preso parte. Alcmeone vendicò la morte del padre uccidendo sua madre Erifile e venne di conseguenza perseguitato dalle Erinni, vendicatrici dei delitti tra consanguinei. Alcmeone venne in seguito purificato da Fegeo e poi da Acheloo, liberandosi così dalla persecuzione.
Uno dei frammenti, citando l'esilio di Tideo (padre di Diomede) dall'Etolia, suggerisce altresì che il poema raccontasse il viaggio in quella terra di Alcmeone insieme a Diomede per sconfiggere i nemici della famiglia di quest'ultimo.